# Kazachs voetbalelftal in 2007
Het Kazachs voetbalelftal speelde in totaal veertien interlands in het jaar 2007, waaronder negen duels in de kwalificatiereeks voor het EK voetbal 2008 in Oostenrijk en Zwitserland. De ploeg stond onder leiding van de Nederlandse bondscoach Arno Pijpers, de opvolger van de eind 2005 opgestapte Sergey Timofeev. Op de in 1993 geïntroduceerde FIFA-wereldranglijst steeg Kazachstan in 2007 van de 142ste (januari 2007) naar de 112de plaats (december 2007). Kazachstan was in 2002 overgestapt van de Aziatische voetbalbond (AFC) naar de Europese voetbalbond (UEFA).

## Balans
| Wedstrijden | Wedstrijden | Wedstrijden | Wedstrijden | Doelpunten | Doelpunten | Doelpunten | Punten |
| Gespeeld    | Winst       | Gelijk      | Verlies     | Voor       | Tegen      | Saldo      | Punten |
| ----------- | ----------- | ----------- | ----------- | ---------- | ---------- | ---------- | ------ |
| 14          | 4           | 4           | 6           | 16         | 18         | –2         | 0.857  |

## Interlands
|                                                      |                                  |       |                          |                                                                           |
| 7 februari Vriendschappelijk № 94 «onderlinge duels» | China                            | 2 – 1 | Kazachstan               | Tianhe Stadion, Guangzhou Toeschouwers: onbekend Scheidsrechter: onbekend |
| 7 februari Vriendschappelijk № 94 «onderlinge duels» | Han Peng 30' (pen.) Li Jinyu 48' |       | 16' Murat Suyumagambetov | Tianhe Stadion, Guangzhou Toeschouwers: onbekend Scheidsrechter: onbekend |

|                                                   |                                      |       |          | |
| 7 maart Vriendschappelijk № 95 «onderlinge duels» | Kazachstan                           | 2 – 0 | Kirgizië | Qazhymuqan Mungaytpasuly Stadion, Şımkent Toeschouwers: 4.200 Scheidsrechter: Ravshan Irmatov (UZB) |
| 7 maart Vriendschappelijk № 95 «onderlinge duels» | Dmitri Bjakov 3' Anton Chichulin 68' |       |          | Qazhymuqan Mungaytpasuly Stadion, Şımkent Toeschouwers: 4.200 Scheidsrechter: Ravshan Irmatov (UZB) |

|                                                   |              |                        |            | |
| 9 maart Vriendschappelijk № 96 «onderlinge duels» | Azerbeidzjan | 0 – 1                  | Kazachstan | Qazhymuqan Mungaytpasuly Stadion, Şımkent Toeschouwers: 4.500 Scheidsrechter: Dmitriy Mashentsev (KGZ) |
| 9 maart Vriendschappelijk № 96 «onderlinge duels» |              | 80' Andrey Finonchenko |            | Qazhymuqan Mungaytpasuly Stadion, Şımkent Toeschouwers: 4.500 Scheidsrechter: Dmitriy Mashentsev (KGZ) |

|                                                    |                          |       |                       |                                                                                        |
| 11 maart Vriendschappelijk № 97 «onderlinge duels» | Kazachstan               | 1 – 1 | Oezbekistan           | Centraal Stadion, Almaty Toeschouwers: 11.000 Scheidsrechter: Dmitriy Mashentsev (KGZ) |
| 11 maart Vriendschappelijk № 97 «onderlinge duels» | Murat Suyumagambetov 13' |       | 34' Aleksandr Geynrih | Centraal Stadion, Almaty Toeschouwers: 11.000 Scheidsrechter: Dmitriy Mashentsev (KGZ) |

|                                                            |                                                |       |                  |                                                                                     |
| 24 maart EK-kwalificatie № 98 «onderlinge duels» 19:00 uur | Kazachstan                                     | 2 – 1 | Servië           | Centraal Stadion, Almaty Toeschouwers: 15.000 Scheidsrechter: Vladimír Hriňák (SVK) |
| 24 maart EK-kwalificatie № 98 «onderlinge duels» 19:00 uur | Kajrat Asjirbekov 47' Nurbol Zhumaskaliyev 61' |       | 68' Nikola Žigić | Centraal Stadion, Almaty Toeschouwers: 15.000 Scheidsrechter: Vladimír Hriňák (SVK) |

|                                                          |                            |       |                                                   |                                                                                    |
| 2 juni EK-kwalificatie № 99 «onderlinge duels» 18:00 uur | Kazachstan                 | 1 – 2 | Armenië                                           | Centraal Stadion, Almaty Toeschouwers: 17.100 Scheidsrechter: Pavel Královec (CZE) |
| 2 juni EK-kwalificatie № 99 «onderlinge duels» 18:00 uur | Roeslan Baltiev 88' (pen.) |       | 31' Robert Arzumanyan 39' (pen.) Sarkis Hovsepian | Centraal Stadion, Almaty Toeschouwers: 17.100 Scheidsrechter: Pavel Královec (CZE) |

|                                                           |                     |       |                   |                                                                                      |
| 6 juni EK-kwalificatie № 100 «onderlinge duels» 19:00 uur | Kazachstan          | 1 – 1 | Azerbeidzjan      | Centraal Stadion, Almaty Toeschouwers: 11.800 Scheidsrechter: Albert Toussaint (LUX) |
| 6 juni EK-kwalificatie № 100 «onderlinge duels» 19:00 uur | Roeslan Baltiev 53' |       | 30' Vügar Nadirov | Centraal Stadion, Almaty Toeschouwers: 11.800 Scheidsrechter: Albert Toussaint (LUX) |

|                                                                |                                         |       |                   |                                                                                  |
| 22 augustus EK-kwalificatie № 101 «onderlinge duels» 18:00 uur | Finland                                 | 2 – 1 | Kazachstan        | Ratina Stadion, Tampere Toeschouwers: 13.000 Scheidsrechter: Viktor Kassai (HUN) |
| 22 augustus EK-kwalificatie № 101 «onderlinge duels» 18:00 uur | Aleksej Jerjomenko 13' Teemu Tainio 61' |       | 23' Dmitri Bjakov | Ratina Stadion, Tampere Toeschouwers: 13.000 Scheidsrechter: Viktor Kassai (HUN) |

|                                                        |                        |       |                  |                                                                                        |
| 8 september Vriendschappelijk № 102 «onderlinge duels» | Kazachstan             | 1 – 1 | Tadzjikistan     | Centraal Stadion, Almaty Toeschouwers: 10.000 Scheidsrechter: Emil Busurmankulov (KGZ) |
| 8 september Vriendschappelijk № 102 «onderlinge duels» | Kayrat Nurdauletov 54' |       | 42' Komil Saidov | Centraal Stadion, Almaty Toeschouwers: 10.000 Scheidsrechter: Emil Busurmankulov (KGZ) |

|                                                                 |                                           |       |                                       |                                                                                     |
| 12 september EK-kwalificatie № 103 «onderlinge duels» 21:00 uur | Kazachstan                                | 2 – 2 | België                                | Centraal Stadion, Almaty Toeschouwers: 18.000 Scheidsrechter: Alexandru Tudor (ROM) |
| 12 september EK-kwalificatie № 103 «onderlinge duels» 21:00 uur | Dmitri Bjakov 39' Samat Smakov 77' (pen.) |       | 13' Karel Geraerts 24' Kevin Mirallas | Centraal Stadion, Almaty Toeschouwers: 18.000 Scheidsrechter: Alexandru Tudor (ROM) |

|                                                               |                                                                      |       |                   |                                                                                              |
| 13 oktober EK-kwalificatie № 104 «onderlinge duels» 20:30 uur | Polen                                                                | 3 – 1 | Kazachstan        | Stadion Wojska Polskiego, Warschau Toeschouwers: 13.000 Scheidsrechter: Espen Berntsen (NOR) |
| 13 oktober EK-kwalificatie № 104 «onderlinge duels» 20:30 uur | Euzebiusz Smolarek 55' Euzebiusz Smolarek 64' Euzebiusz Smolarek 65' |       | 20' Dmitri Bjakov | Stadion Wojska Polskiego, Warschau Toeschouwers: 13.000 Scheidsrechter: Espen Berntsen (NOR) |

|                                                               |                     |       |                                            |                                                                                  |
| 17 oktober EK-kwalificatie № 105 «onderlinge duels» 20:00 uur | Kazachstan          | 1 – 2 | Portugal                                   | Centraal Stadion, Almaty Toeschouwers: 25.000 Scheidsrechter: Jan Wegereef (NED) |
| 17 oktober EK-kwalificatie № 105 «onderlinge duels» 20:00 uur | Dmitri Bjakov 90+5' |       | 84' Ariza Makukula 90+1' Cristiano Ronaldo | Centraal Stadion, Almaty Toeschouwers: 25.000 Scheidsrechter: Jan Wegereef (NED) |

|                                                                |         |                      |            |                                                                                    |
| 21 november EK-kwalificatie № 106 «onderlinge duels» 19:00 uur | Armenië | 0 – 1                | Kazachstan | Hanrapetakan Stadion, Jerevan Toeschouwers: 8.000 Scheidsrechter: Bruno Faye (FRA) |
| 21 november EK-kwalificatie № 106 «onderlinge duels» 19:00 uur |         | 64' Sergej Ostapenko |            | Hanrapetakan Stadion, Jerevan Toeschouwers: 8.000 Scheidsrechter: Bruno Faye (FRA) |

|                                                                |                             |       |            |                                                                                   |
| 24 november EK-kwalificatie № 107 «onderlinge duels» 18:00 uur | Servië                      | 1 – 0 | Kazachstan | Stadion Partizan, Belgrado Toeschouwers: 400 Scheidsrechter: Kyros Vassaras (GRE) |
| 24 november EK-kwalificatie № 107 «onderlinge duels» 18:00 uur | Sergej Ostapenko 79' (e.d.) |       |            | Stadion Partizan, Belgrado Toeschouwers: 400 Scheidsrechter: Kyros Vassaras (GRE) |

## FIFA-wereldranglijst
| JAN | FEB | MAR | APR | MEI | JUN | JUL | AUG | SEP | OKT | NOV | DEC |
| --- | --- | --- | --- | --- | --- | --- | --- | --- | --- | --- | --- |
| 142 | 145 | 143 | 116 | 115 | 119 | 118 | 115 | 120 | 122 | 110 | 112 |

## Statistieken
| David Loria           | 1981-10-31 | Halmstads BK        | 13 | 0 | 0 | 28 | 0 |
| Zhasulan Dekkhanov    | 1984-04-13 | FK Aktobe           | 1  | 0 | 0 | 3  | 0 |
| Verdediging           |            |                     |    |   |   |    |   |
| Aleksandr Kuchma      | 1980-12-09 | FK Astana           | 13 | 0 | 0 |    |   |
| Samat Smakov          | 1978-12-08 | FK Aktobe           | 11 | 1 | 1 |    |   |
| Farkhadbek Irismetov  | 1981-08-10 | Tobol Kostanay      | 11 | 0 | 0 |    |   |
| Maksim Zhalmagambetov | 1983-07-11 | Royal Antwerp FC    | 10 | 1 | 0 |    |   |
| Egor Azovskiy         | 1985-01-10 | FK Ordabasy Şımkent | 5  | 1 | 0 |    |   |
| Dmitriy Lyapkin       | 1976-09-16 | FK Khimki           | 2  | 4 | 0 |    |   |
| Kairat Utabaev        | 1980-07-16 | FK Almaty           | 2  | 2 | 0 |    |   |
| Piraliy Aliev         | 1984-01-13 | FK Astana           | 1  | 0 | 0 |    |   |
| Oleg Kornienko        | 1973-05-28 | Sjachtjor Karaganda | 0  | 2 | 0 |    |   |
| Aidar Kumisbekov      | 1979-02-09 | FK Astana           | 0  | 2 | 0 |    |   |
| Middenveld            |            |                     |    |   |   |    |   |
| Dmitri Bjakov         | 1978-04-09 | FK Almaty           | 10 | 3 | 5 |    |   |
| Roeslan Baltiev       | 1978-09-16 | Tobol Kostanay      | 10 | 2 | 2 |    |   |
| Sergey Skorykh        | 1984-05-25 | Tobol Kostanay      | 10 | 0 | 0 |    |   |
| Anton Chichulin       | 1984-10-27 | FK Astana           | 6  | 2 | 1 |    |   |
| Sergey Larin          | 1986-07-22 | FK Almaty           | 6  | 1 | 0 |    |   |
| Andrei Karpovich      | 1981-01-18 | Dinamo Moskou       | 4  | 2 | 0 | 32 | 2 |
| Eduard Sergienko      | 1983-02-18 | FK Astana           | 4  | 2 | 0 |    |   |
| Kairat Nurdauletov    | 1982-11-06 | Tobol Kostanay      | 4  | 1 | 1 |    |   |
| Kajrat Asjirbekov     | 1982-10-21 | FK Aktobe           | 2  | 3 | 1 |    |   |
| Zhambyl Kukeev        | 1988-09-20 | FK Astana           | 2  | 1 | 0 |    |   |
| Dias Kamelov          | 1981-05-29 | FK Ordabasy Şımkent | 1  | 1 | 0 |    |   |
| Maksim Azovskiy       | 1986-06-04 | FK Almaty           | 0  | 1 | 0 |    |   |
| Aanval                |            |                     |    |   |   |    |   |
| Nurbol Zhumaskaliev   | 1981-05-11 | Tobol Kostanay      | 11 | 3 | 1 |    |   |
| Murat Suyumagambetov  | 1983-10-14 | FK Astana           | 7  | 4 | 2 |    |   |
| Sergej Ostapenko      | 1986-02-23 | Royal Antwerp FC    | 7  | 1 | 1 |    |   |
| Andrey Finonchenko    | 1982-06-21 | Sjachtjor Karaganda | 1  | 3 | 1 |    |   |
| Murat Tleshev         | 1980-04-18 | FK Ordabasy Şımkent | 0  | 3 | 0 |    |   |

KFF · A-internationals · Bondscoaches · Statistieken · Kazachs vrouwenelftal · Olympisch elftal · Kazachstan U21 · Kazachstan U20 · Kazachstan U19 · Kazachstan U18 · Kazachstan U17
1992 – 1999 · 2000 – 2009 · 2010 – 2019 · 2020 – 2029
1992 · 1993 · 1994 · 1995 · 1996 · 1997 · 1998 · 1999 · 2000 · 2001 · 2002 · 2003 · 2004 · 2005 · 2006 · 2007 · 2008 · 2009 · 2010 · 2011 · 2012 · 2013 · 2014 · 2015 · 2016 · 2017 · 2018 · 2019 · 2020 · 2021 · 2022 · 2023 ·
2024 · 2025
Albanië ·
Andorra ·
Armenië ·
Azerbeidzjan ·
Bahrein ·
België ·
Bosnië en Herzegovina ·
Bulgarije ·
Burkina Faso ·
China ·
Curaçao ·
Cyprus ·
Denemarken ·
Duitsland ·
Engeland ·
Estland ·
Faeröer ·
Finland ·
Frankrijk ·
Georgië ·
Griekenland ·
Hongarije · 
Ierland ·
IJsland ·
Irak ·
Iran ·
Japan ·
Jordanië ·
Kirgizië ·
Koeweit ·
Kroatië ·
Laos ·
Letland ·
Libanon ·
Libië ·
Liechtenstein ·
Litouwen ·
Litouwen ·
Luxemburg ·
Malta ·
Moldavië ·
Montenegro ·
Nederland ·
Nepal ·
Noord-Ierland ·
Noord-Korea ·
Noord-Macedonië ·
Noorwegen ·
Oekraïne ·
Oezbekistan ·
Oman ·
Oostenrijk ·
Pakistan ·
Palestina ·
Polen ·
Portugal ·
Qatar ·
Roemenië ·  
Rusland ·
San Marino ·
Saoedi-Arabië ·
Schotland ·
Servië ·
Singapore ·
Slovenië ·
Slowakije ·
Syrië ·
Tadzjikistan ·
Thailand ·
Tsjechië ·
Turkmenistan ·
Turkije ·
Verenigde Arabische Emiraten ·
Vietnam ·
Wales ·
Wit-Rusland ·
Zuid-Korea ·
Zweden